# Perdition City: Music to an Interior Film
Perdition City: Music to an Interior Film er det femte studiealbum fra det norske band Ulver. På albummet vendte den tidligere Ulver- og Satyricon-guitarist Håvard Jørgensen tilbage som sessionsmusiker.

## Spor
1. "Lost in Moments" – 7:16
2. "Porn Piece or The Scars of Cold Kisses" – 7:09
  - 2.1 Piece One – 3:58
  - 2.2 Piece Two – 3:11
3. "Hallways of Always" – 6:35
4. "Tomorrow Never Knows" – 7:59
5. "The Future Sound of Music" – 6:39
6. "We Are the Dead" – 3:40
7. "Dead City Centres" – 7:10
8. "Catalept" – 2:05
9. "Nowhere/Catastrophe" – 4:48

"Catalept" er et remix af "Prelude" fra filmen Psycho.